# Desa Gunungmanik (administrativ by i Indonesien, lat -6,96, long 108,37)
Desa Gunungmanik är en administrativ by i Indonesien.   Den ligger i provinsen Jawa Barat, i den västra delen av landet, 190 km öster om huvudstaden Jakarta.